# Émancipation des Juifs

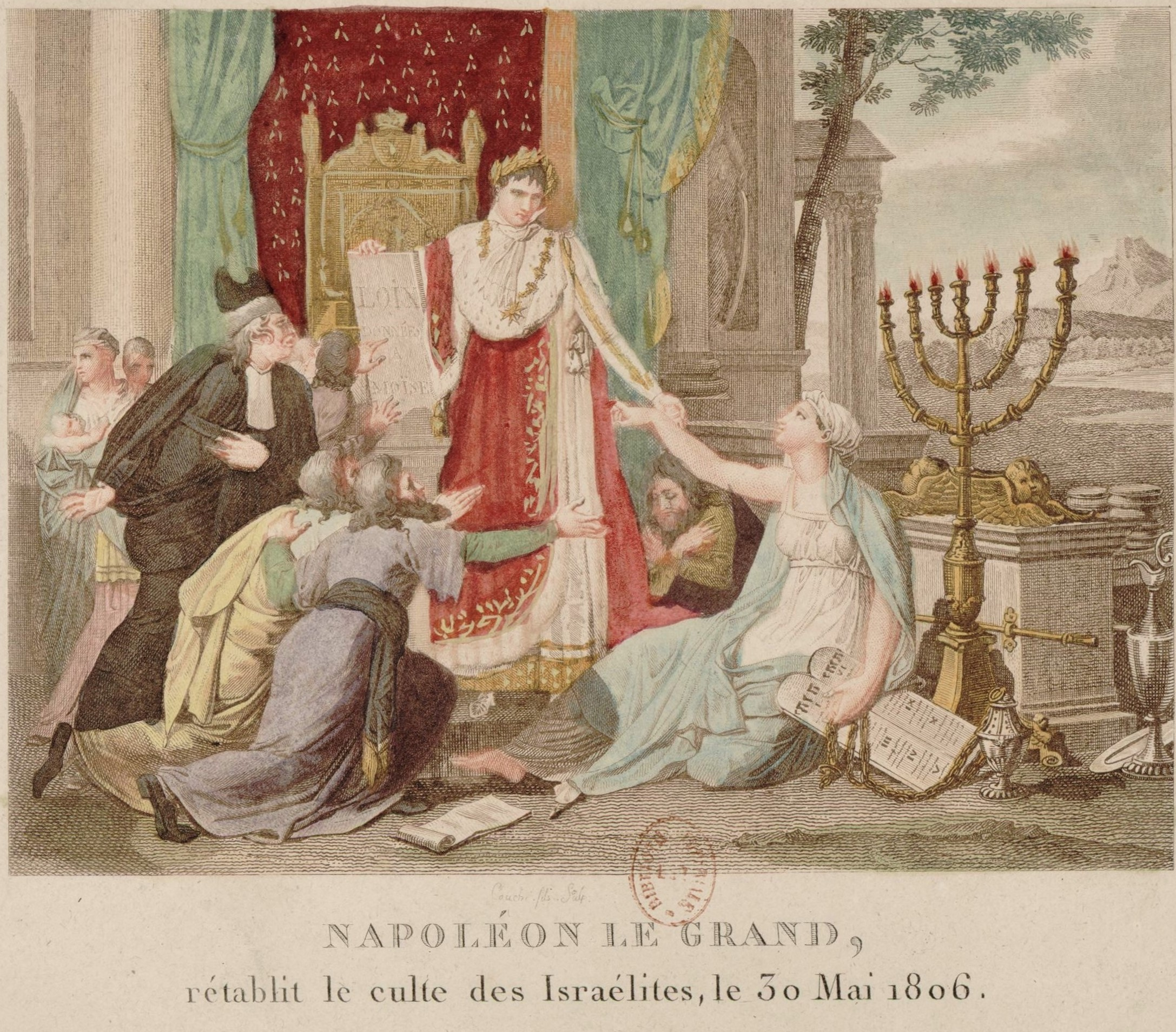
1806 : Napoléon rétablit le culte des Israélites.

L'émancipation des Juifs désigne le processus de libération des Juifs en Europe et dans le monde, qui leur a permis d'obtenir la citoyenneté et la pleine égalité de leurs droits avec leurs concitoyens. 
Si la France a été la première à attribuer la pleine égalité de droits aux Juifs par le vote de l'Assemblée constituante en 1791 au début de la Révolution française, il faut rappeler que le processus d'émancipation a débuté juridiquement avec l'édit de tolérance de Joseph II d'Autriche (1781) qui accorde la liberté de culte aux Protestants comme aux Juifs, l'édit de tolérance de Louis XVI (1787) et en Allemagne avec la conjonction de la philosophie des Lumières et de la Haskalah (dont le plus illustre représentant est Moïse Mendelssohn). L'émancipation se traduit par une série d'actes législatifs par laquelle les États ont reconnu la citoyenneté aux Juifs. En France, la Terreur a empêché un temps chrétiens et juifs de pratiquer leur religion, mais l'égalité de droits a été confirmée sous Napoléon Ier. 
Dans le reste de l'Europe, l'émancipation qui s'est faite au XIXe siècle, a conduit à la disparition au moins formelle des ghettos et à l'égalité des chances pour les Juifs, en Europe occidentale et en Amérique. Là où elle s'est heurtée à une plus grande opposition, dans l'Empire russe particulièrement, les Juifs se sont plus volontiers tournés vers les mouvements révolutionnaires ou le sionisme.

## Le contexte

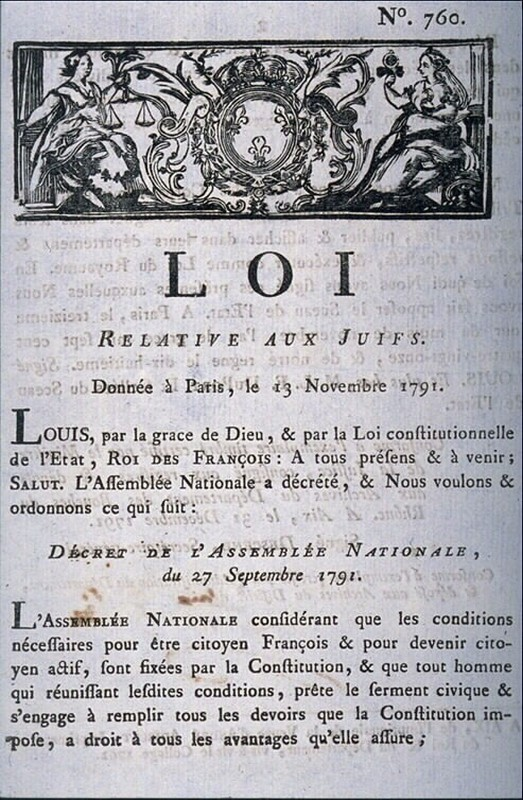
La loi de 1791 proclamant l'émancipation des Juifs - Musée d'Art et d'Histoire du Judaïsme.

Depuis le concile de Latran de 1215 jusqu'au XVIIIe siècle, les Juifs sont sujets dans la plupart des pays d'Europe occidentale à de multiples discriminations : vêtements spéciaux comme le chapeau pointu (judenhut) ou la rouelle, interdiction de séjour comme c'est le cas en Espagne et dans la plus grande partie du royaume de France, taxes comme notamment en Lorraine, droits limités en justice, accusations diverses, vexations publiques etc. Dans certains pays comme l'Espagne et le Portugal, l'Inquisition pourchasse et fait brûler vifs les marranes, c'est-à-dire les juifs officiellement convertis au catholicisme, mais qui continuent de pratiquer ou de professer en cachette le judaïsme. Inversement, là où ils sont tolérés, les Juifs bénéficient d'une certaine autonomie administrative dans la mesure où les conflits intracommunautaires sont du ressort du tribunal rabbinique (Beth Din) et souvent un syndic juif représente la communauté auprès des autorités et est chargé de la répartition et de la collecte des impôts et taxes. Ainsi, au XVIIIe siècle, Cerf Beer devient-il syndic général des Juifs d'Alsace.
Toutefois, dès le XVIIe siècle aux Provinces-Unies, les Juifs participent à la vie intellectuelle et économique du pays, en bénéficiant d'une égalité partielle des droits. Cette acceptation des Juifs dans la société civile est difficile : Manasse ben Israël, un Juif portugais établi aux Provinces-Unies, plaide auprès de Cromwell l'intégration des Juifs en Angleterre avec un succès mitigé et Spinoza est exclu de la communauté juive hollandaise pour ses positions philosophiques hétérodoxes.

## La philosophie des Lumières et la Haskalah
La philosophie des Lumières change la perception des Juifs par la société. Si certains des philosophes les plus connus tel Voltaire tiennent des propos hostiles aux Juifs, la perception générale des Juifs par le mouvement des Lumières marque un réel changement par rapport à l'image qu'a véhiculée jusqu'alors l'Église. L'article Juifs de l'Encyclopédie de D'Alembert et Diderot reflète cette évolution :

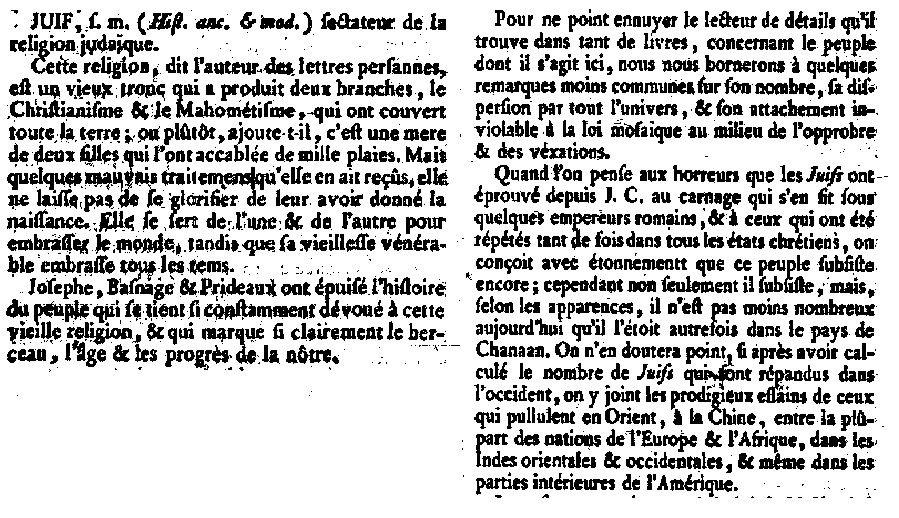

Si l'image du judaïsme est assez flatteuse, si les persécutions sont reconnues, on ne manque pas de remarquer qu'il subsiste des préjugés quant au nombre de Juifs lorsqu'on lit : « les prodigieux essaims de [Juifs] qui pullulent en Orient, à la Chine ». 
Chez les Juifs eux-mêmes, les Lumières donnent naissance en Allemagne à la Haskalah, la conception du judaïsme que développe Moïse Mendelssohn. Défenseur de l'émancipation juive, Moïse Mendelssohn est pour certains le « troisième Moïse », après Moïse le législateur biblique et Moïse Maïmonide le philosophe médiéval (« De Moïse à Moïse, aucun ne fut aussi sage que Moïse »). La pensée de Mendelssohn serait ainsi un jalon fondamental de l'histoire de la philosophie juive.
Pour d'autres, il est parmi les théoriciens de l'assimilation des Juifs, précurseur de la perte de leur identité spécifique et de l'extinction de leurs traditions. On lui reproche notamment de vouloir fondre l'identité juive dans la germanité. En effet, Mendelssohn souhaite faire apprendre l'allemand à la communauté juive ; il refuse néanmoins de remplacer la langue hébraïque des anciens par l'allemand. Ces deux langues doivent pour lui coexister. De même, il appelle les juifs à s'intégrer dans la vie civique de la nation dans laquelle ils vivent afin de remplir d'une part leurs devoirs envers la religion, d'autre part leurs devoirs envers l'État.
La conjonction de ces deux mouvements (Lumières et Haskalah) externe et interne au judaïsme précipite les événements. Deux personnalités de premier plan durant la première partie de la Révolution, Mirabeau et l'abbé Grégoire, ont publié en 1787 des textes fondamentaux.
Mirabeau a voyagé en Allemagne et apprécie l'œuvre de Mendelssohn qu'il fait connaître dans son ouvrage « Sur Moses Mendelssohn, sur la réforme politique des Juifs ». Il y déplore que le « prêt d'argent dont le profit est très conforme à l'équité naturelle » soit devenu « grâce à de mauvaises lois [...] l'unique moyen de subsister des Juifs ». De façon très moderne, il évoque la diversité sans oublier les Musulmans chiites ou sunnites : « Que le chrétien et le circoncis, soit juif, soit musulman, sectateur d'Ali ou d'Omar de Socin ou de Calvin s'écartent les uns des autres, le grand et noble emploi du gouvernement consiste à faire en sorte que chacune de ces divisions tourne au profit de la grande société. »
Quant à l'abbé Grégoire, il publie son « Essai sur la régénération physique, morale et politique des Juifs » en réponse à un concours organisé par la Société royale des Sciences et des Arts de Metz qui le prime en 1788 et dont la question était « Est-il des moyens de rendre les Juifs plus utiles et plus heureux en France ? » Dans cet essai où il reconnaît certes certaines vertus aux Juifs, il les estime toutefois « dégénérés » comme le suggère le titre. Mais, surtout comme Mirabeau, il déplore les lois qui les séparent des autres nations et peut écrire : « Les Juifs seront soumis à la jurisprudence effective des nations chez lesquelles ils résident et l'on se dispensera de rédiger pour eux des coutumes particulières comme on l'a fait à Metz. »

## L'émancipation politique
Sur le plan politique, le principe de tolérance va progresser à l'époque de Louis XVI avec quelques étapes clés comme l'édit de tolérance de Joseph II d'Autriche (1781) qui accorde la liberté de culte aux protestants comme aux juifs, la suppression du péage corporel en Alsace — inspirée par Malesherbes, sur les instances de Cerf Beer — signée par le Baron de Breteuil (1784) et l'édit de tolérance de Louis XVI (1787), publié sous l'influence de Malesherbes encore, qui accorde l'état-civil aux non-catholiques de France. Mais plusieurs parlements, à l'exemple de celui de Metz, y ajoutent une clause qui exclut les Juifs. Les Juifs des États-Unis, dont l'indépendance a été soutenue militairement par le gouvernement français, bénéficient (avec quelques restrictions) de l'égalité des droits.

### Émancipation des Juifs en France

#### Émancipation au début de la Révolution française
Dans le même temps, la Révolution française s'étend. La chute de la Bastille est le signal de désordres partout dans le pays. Les émeutiers s'en prennent aux châteaux pour y brûler les titres seigneuriaux. Ces troubles, connus sous le nom de la Grande Peur prennent une tournure anti-juive en Alsace. Dans certains districts, les paysans attaquent les demeures des Juifs qui trouvent refuge à Bâle. L'abbé Henri Grégoire relate ces faits durant la séance du 3 août de l'Assemblée nationale et demande la complète émancipation des Juifs. L'Assemblée nationale partage l'indignation du prélat mais ne prend pas de décision quant à l'émancipation. Elle est intimidée par des députés anti-juifs d'Alsace, en particulier Jean-François Rewbell, qui déclare que le décret qui accorderait aux Juifs les droits de citoyens serait le signal de leur destruction en Alsace. À la demande de Théodore Cerf Berr, représentant des Juifs d'Alsace et fils de Cerf Berr, l'Assemblée accordera toutefois la protection des pouvoirs publics aux Juifs dans sa séance du 28 septembre. Le 14 octobre 1789, Berr Isaac Berr s'adresse à l'Assemblée nationale et présente les revendications des Juifs.

##### Décret du 28 janvier 1790
Les 21, 22, 23 et 24 décembre 1789, la question juive, avec celle des protestants, des comédiens et des exécuteurs des hautes œuvres (les bourreaux), est à nouveau débattue à l'Assemblée durant la discussion sur l'admission de tous les citoyens au service public sans distinction de croyance. Mirabeau, l'abbé Grégoire, Robespierre (« Rendons-les au bonheur, à la patrie, à la vertu, en leur rendant la dignité d'hommes et de citoyens ; songeons qu'il ne peut jamais être politique, quoi qu'on dise, de condamner à l'avilissement et à l'oppression une multitude d'hommes qui vivent au milieu de nous. »), Duport, Barnave et le comte de Clermont-Tonnerre mettent en œuvre toute leur éloquence pour faire décider l'émancipation,. Ce dernier prononce alors les propos qui caractérisent l'assimilation des Juifs en France pendant les siècles suivants : « Il faut tout refuser aux Juifs comme nation et tout accorder aux Juifs comme individus. Il faut qu'ils ne fassent dans l'État ni un corps politique ni un ordre. Il faut qu'ils soient individuellement citoyens. »
Mais les désordres répétés en Alsace et la forte opposition des députés de cette province et du clergé, comme La Fare, évêque de Nancy, l'abbé Maury (droite monarchiste) et d'autres, entraînent un ajournement de la décision. Seuls les Juifs portugais et avignonnais, qui avaient depuis 1787 joui de tous les droits civils comme Français naturalisés, sont déclarés citoyens à part entière par une majorité de 150 voix (28 janvier 1790). Cette victoire partielle insuffle un nouvel espoir chez les Juifs de Lorraine et d'Alsace, qui font d'encore plus grands efforts dans la lutte pour la liberté. Ils s'appuient sur l'éloquent avocat Jacques Godard, dont l'influence dans les cercles révolutionnaires est considérable. À travers ses efforts, les gardes nationaux et les diverses sections se prononcent en faveur des Juifs et l'abbé François-Valentin Mulot est envoyé par la Commune de Paris pour plaider leur cause devant l'Assemblée nationale. Malheureusement, les affaires graves qui occupent l'Assemblée, l'agitation prolongée en Alsace et les passions du parti clérical empêchent le succès de l'action des Juifs et de leurs amis. Mais la question juive revient à l'ordre du jour et le 20 juillet 1790, la taxe due à la famille de Brancas par les juifs de Metz est abolie,.
Le 18 janvier 1791, une nouvelle tentative est faite en faveur de l’émancipation complète des Juifs. Le prince de Broglie s’y montre défavorable : « Toute cette intrigue, dit-il, est ourdie depuis longtemps par quatre ou cinq Juifs puissants, établis dans le département du Bas-Rhin. Un d’entre eux (Cerf Berr), qui a acquis une fortune immense aux dépens de l’État, répand depuis longtemps des sommes considérables dans cette capitale pour s’y faire des protecteurs et des appuis. » Ces insinuations ont le résultat désiré : la question juive subit un nouvel ajournement.

##### Décret du 27 septembre 1791
Quelques jours avant la dissolution de l'Assemblée nationale (28 septembre 1791), le député Adrien Duport, membre du Club des feuillants, monte contre toute attente à la tribune et déclare : « Je crois que la liberté de culte ne permet aucune distinction dans les droits politiques des citoyens en raison de leur croyance. La question de l'existence politique [des Juifs] a été ajournée. Cependant, les Turcs, les Musulmans, les hommes de toutes les sectes, sont admis à jouir en France des droits politiques. Je demande que l’ajournement soit révoqué et qu’en conséquence il soit décrété que les Juifs jouiront en France des droits de citoyen actif. » Cette proposition est acceptée avec de forts applaudissements. Rewbell essaye, cependant, de s'opposer à la motion mais il est interrompu par Michel Regnaud de Saint-Jean d'Angély, président de l'Assemblée, qui « demande que l’on rappelle à l’ordre tous ceux qui parleront contre cette proposition, car c’est la Constitution elle-même qu’ils combattront ». 
L’Assemblée vote alors, sans autre discussion, la motion de Duport et, le lendemain, adopte définitivement la rédaction de la loi. Deux jours plus tard, l’Assemblée nationale se sépare et, le 13 novembre, Louis XVI ratifie la loi déclarant les Juifs citoyens français.

#### Sous l'Empire
La résurgence de violences antijuives en Alsace en 1806 amène le gouvernement impérial à se préoccuper de l'intégration des Juifs à la société française. Napoléon réunit successivement deux assemblées, d'abord en 1806 l'Assemblée des notables qui répond à des questions sur la compatibilité de la religion juive avec le statut de citoyens français puis en 1807 le Grand Sanhédrin qui vise à organiser le culte. Il en sortira trois décrets impériaux, le premier sur le règlement du culte et la création des Consistoires, le second sur l'état civil des Juifs et le troisième dit le décret infâme car il impose des restrictions aux Juifs dans l'exercice du commerce et dans la conscription militaire. Ce dernier décret valable 10 ans ne sera pas prorogé sous la Restauration.

#### Achèvement de l'émancipation en France
Quelques lois discriminatoires, comme le serment more judaïco, restent en vigueur à la chute de l'Empire ; elles sont abolies sous la Restauration et la monarchie de Juillet. C'est ainsi qu'Adolphe Crémieux est le premier juif français à faire partie du gouvernement, sous les Deuxième et Troisième Républiques.

### L'émancipation dans les autres pays européens
Les armées de la République puis de l'Empire propagent manu militari les idées de la Révolution française dont celles de l'émancipation des Juifs, là où elles contribuent à des changements de régime. En Italie, les murs des ghettos tombent ainsi qu'en Allemagne mais la chute de l'Empire amène une forte réaction, à Rome comme en Allemagne. Toutefois, peu à peu, les Juifs obtiennent l'égalité des droits tout au long du XIXe siècle, à l'exception de l'Empire russe et donc de la Pologne.
| Année       | Pays                                        |
| ----------- | ------------------------------------------- |
| 1791        | France                                      |
| 1796        | République batave                           |
| 1808        | Grand-duché de Hesse, Royaume de Westphalie |
| 1811        | Grand-duché de Francfort                    |
| 1812        | Mecklenburg-Schwerin, Royaume de Prusse     |
| 1828        | Royaume de Wurtemberg                       |
| 1830        | Belgique                                    |
| 1830        | Grèce                                       |
| 1832        | Canada                                      |
| 1833        | Électorat de Hesse                          |
| 1834        | Royaume des Pays-Bas                        |
| 1835        | Suède                                       |
| 1839        | Empire ottoman                              |
| 1842        | Royaume de Hanovre                          |
| 1848        | Royaume de Sardaigne                        |
| 1849        | Hambourg, Danemark                          |
| 1851        | Norvège                                     |
| 1858        | Royaume-Uni                                 |
| 1861        | Italie                                      |
| 1862        | Grand-duché de Bade                         |
| 1863        | Duché de Holstein                           |
| 1864        | Cité libre de Francfort                     |
| 1866 / 1874 | Suisse                                      |
| 1867        | Autriche-Hongrie                            |
| 1871        | Allemagne                                   |
| 1878        | Bulgarie, Serbie                            |
| 1890        | Brésil                                      |
| 1917        | Russie                                      |
| 1923        | Roumanie                                    |

## Conséquences de l'émancipation pour les Juifs

### L'émancipation et la pratique du judaïsme
L'émancipation bouleverse le rapport des Juifs avec leur religion qui ne peut plus gouverner tous les actes de leur vie. Beaucoup conçoivent une pratique du judaïsme plus proche de la façon de vivre de leurs concitoyens non-juifs. L'émancipation en France, en Italie et en Allemagne au moins pendant l'Empire permet à beaucoup de Juifs de sortir des ghettos et contribue, à la suite de la Haskalah, au développement des judaïsmes réformé et conservateur à partir du XIXe siècle. L'émancipation contribue aussi à l'assimilation des Juifs et parfois à leur disparition culturelle lorsque les Juifs se fondent par mariage dans la société environnante. Il faut attendre le rabbin Samson Raphael Hirsch pour définir une vision moderne du judaïsme orthodoxe, permettant aux Juifs orthodoxes de participer pleinement à la société qui les entoure.

### Évolution sociale des Juifs
Les Juifs, jusqu'alors, étaient souvent soumis à des contraintes géographiques et professionnelles : ils se voyaient interdire des villes, des régions ou des pays ainsi que des métiers. L'émancipation leur ouvre toutes ces voies et, en quelques générations, les Juifs abandonnent les villages où leur présence était séculaire comme en France par exemple, les petits villages alsaciens et les métiers où ils étaient confinés comme colporteurs ou maquignons ; très vite, ils habitent plutôt les grandes villes où les enfants trouvent de meilleures écoles et des universités et où les opportunités professionnelles sont beaucoup plus nombreuses et y exercent des professions plus prestigieuses. Au niveau international, dans la première partie du XIXe siècle, les Juifs allemands victimes de la réaction post-napoléonienne émigrent massivement vers les États-Unis et, plus tard, ce sont les Juifs de l'Empire russe qui émigrent vers l'Europe occidentale ou l'Amérique où leurs coreligionnaires sont libres.